# Georgi Wladimirowitsch Zybulnikow
Georgi Wladimirowitsch Zybulnikow (russisch Георгий Владимирович Цыбульников; * 21. November 1966 in Wladiwostok) ist ein ehemaliger russischer Kanute.

## Karriere
Georgi Zybulnikow gehörte bei den Olympischen Spielen 1996 in Atlanta zum russischen Aufgebot im Vierer-Kajak über 1000 Meter, dessen Besetzung neben ihm aus Oleg Gorobi, Sergei Werlin und Anatoli Tischtschenko bestand. Mit einem zweiten Platz im Vorlauf qualifizierten sie sich direkt für den Endlauf, den sie auf dem dritten Platz beendeten. In 2:53,996 Minuten erreichten sie hinter der siegreichen deutschen Mannschaft sowie den Ungarn auf dem Bronzerang die Ziellinie.
Bei Weltmeisterschaften sicherte sich Zybulnikow im Vierer-Kajak zwei weitere Bronzemedaillen. 1993 belegte er in Kopenhagen über 10.000 Meter den dritten Platz, 1998 gelang ihm dies in Szeged nochmals auf der 1000-Meter-Strecke.